# Колесніков-Одеський Степан Федорович
Степáн Фéдорович Коле́сніков-Одес́ький (нар. 11 липня 1879, Адріанопіль — пом. 27 травня 1955, Белград) — український художник-пейзажист. Учень Іллі Рєпіна. Старший брат художника Івана Колесникова.

## Декілька прізвищ
Надзвичайно складна політична атмосфера зламу 19-20 століть і вимушене життя в декількох країнах, а потім еміграція у Сербію, спричинили появу декількох прізвищ уславленого художника-пейзажиста. Аби відокремлювати його від інших художників з прізвищем «Колесніков» до його прізвища мистецтвознавці зазвичай додають «Одеський». В англомовній літературі його прізвище подають як Stepan Kolesnikov. Сам художник писав власне прізвище в еміграції як Stepan Kolesnikoff. Останній варіант він використовував і як власний підпис-сигнатуру в живопису.

## Життєпис
Народився 11 липня 1879 року в селі Адріанополі Слов'яносербського повіту Катеринославської губернії Російської імперії (нині Алчевський район Луганської області, Україна) в селянській сім'ї.
Художні здібності виявив рано. Робив самотужки малюнки і прислухався до порад мандрівних малярів. Малюнки юнака настільки сподобались, що добродії зібрали їх і доправили у Нижній Новгород на ярмарку 1896 року. Ярмарок відбувся і сільський юнак отримав від земства нагороду — стипендію для отримання подальшого художнього навчання.

## Художня освіта
У 1897 влаштувався в Одеське художнє училище, де його вчителями були Киріак Костанді та Геннадій Ладиженський. Серед однокласників були Ісаак Бродський, Митрофан Мартищенко (майбутнє прізвище Греков), Давид Бурлюк, майбутній представник українського аванґарду.
Ірина Федорівна Попандопуло, донька грецького землевласника, до якої залицявся Митрофан Мартищенко, 1899 року стала дружиною Степана Колеснікова. В січні 1901 року у подружжя народилась донька Люба. Художнику запропонували залишитись в Одеському училищі на посаді викладача.
У 1903 закінчив училище по першому розряду і як найкращий учень отримав право поступити в Імператорську Петербурзьку Академію мистецтв без іспитів, тому разом із приятелями Ісааком Бродським та Митрофаном Мартищенко покинув Одесу і відбув у Петербург. Колесніков влаштувався у академію, де став учнем пейзажного класу (викладач професор Кисельов). Згодом він стане учнем і в класі Іллі Рєпіна.

## Українські сільські пейзажі
Революція 1905—1907 спричинила тимчасове припинення навчання. Серед зачинених навчальних закладів була і Петербурзька Академія мистецтв.
Бродський, Мартищенко та Колесніков-Одеський поїхали у маєток Бурлюка — хутір Семиротівка (нині Сумська область України) — на етюди. Працьовитий Колесніков-Одеський не гаяв часу і зробив значну кількість замальовок і ескізів з пейзажами України. Особливо приділяв увагу зображенням дерев і характерних ознак різних пір року. Зробив низку пейзажів ранньою весною і особливо зимових пейзажів, котрі найбільше удавались художнику.
Робив не тільки чисті пейзажі, а й картини побутового жанру, анімалістичного жанру, іноді — натюрморти. Частку творів дороблятиме в майстерні вже після повернення з України і навіть в еміграції («Ніч на Україні» різні варіанти, «Шлях повз церкву», «Продаж яблук», «На Великдень біля церкви»).
Картина «Весна» (пейзаж датований 1905 роком) отримала другу премію на виставці в академії і була придбана до збірок музею Імператорської Академії мистецтв. За часів СРСР передана до України, нині — Дніпровський художній музей.
Декілька разів за власні картини був лауреатом «Куїндживської премії». Окрім Колеснікова-Одеського лауреатами цієї премії були також сам Ілля Рєпін та художник Абрам Архипов (1862—1930).
Про талановитого художника доповіли російському царю Миколі II. Відбулась їх зустріч і як нагороду молодий Колесніков-Одеський отримав коштовний портсигар від царя.
Побожний художник зміцнив після цього власні монархічні і релігійні погляди, котрих буде дотримуватись і в еміграції.
З 1915 року Степан Колесніков мешкає в Одесі,де бере участь у виставках Товариства пересувних художніх виставок та Товариства південноросійських художників.

## Еміграція до Сербії
Митець був наляканий хаосом в країні після Жовтневого перевороту року. Еміграція була для нього єдиним шляхом збереження власного життя і життя родини через загрозу убивства під час червоного терору. Адже він перейшов у стан російських поміщиків через шлюб і навчання в академії і був прихильником монархії. 1919 року родина через Кавказ дісталась спочатку Туреччини, а згодом і Сербії. Слов'янська Сербія стала другим центром першої хвилі емігрантів з більшовицької Росії, як і тодішня Франція.

## Сербський період
З 1920 року постійно мешкав в Белграді.
Творча доля Колеснікова-Одеського в Сербії склалась непогано. Родина оселилась у власному будинку, котрий придбав художник (вулиця Князя Павла, б. 81). Він плідно працював і був помічений місцевою владою. Серед прихильників українського художника за походженням був і тодішній король Сербії.
1921 року в Белграді відбулась персональна виставка його картин (девяносто сім творів). Їздив в Македонію та в Албанію, де працював місяцями. Створив монументальні стінописи в театрі Белграда. В жовтні 1929 року приїздив у Париж, де відбулась чергова персональна виставка художника.

## Хвороба і смерть
Останні дванадцять років життя художник хворів на паркінсонізм. Але продовжував працювати за допомогою помічників. Помер у місті Белград. Поховання відбулося на Новому цвинтарі в Белграді.

## Посмертна слава
Колесников-Одеський мав визнання за життя. Знав про художні успіхи власного учня і Ілля Рєпін, котрий сам емігрував з більшовицької Росії і декотрий час листувався з художником, що мешкав в Сербії, з 1925 до 1929 р… Мешканці Сербії вважають його власним національним художником.
Картини Колеснікова-Одеського продають на мистецьких аукціонах як твори визнаного західноєвропейського майстра першої половини 20 століття. Частина картин Колеснікова-Одеського не датована взагалі, що ускладнює вивчення його творчої еволюції.

## Вибрані твори
- «Пейзаж з цвинтарем», 1900
- «Весна», 1905
- Пейзаж з селом і церквою, 1907
- «Зима. Сільська околиця», 1907
- «Будиночок біля лісу», 1910
- «Зимовий пейзаж з особняком», 1915
- «Орання поля в Катеринославській губернії», 1915
- «Сільські дітлахи на галявині», 1916
- «Чотири собаки», 1917
- «Пейзаж з халупками і сільськими хлопцями», 1917
- «Зима. Околиця Одеси», 1918
- «Місячна ніч», різні варіанти
- «Бузок в синій вазі»
- «Праля на озері»
- «Селянський двір»
- «Ремонт дерев'яної діжки»
- «Відпочинок селян біля озера»
- «Зимові клопоти»
- «Продаж яблук»
- «Рання весна»
- «Ніч на Україні»
- «Шлях повз церкву»
- «Коні», 1927
- «Осінь»

- «Три рибалки на березі»
- «Зимовий пейзаж з вовком»
- «Селянки біля річки»
- «Дерева взимку»
- «На Великдень біля церкви»

- «Пейзаж з церквою», 1936
- «Біля церкви», 1936
- «Дарунки південної природи» (кавуни і дині), 1936
- «Зимовий пейзаж з деревом», 1941

## Музеї, які зберігають твори художника
1. Одеський художній музей
2. Костромський музей образотворчих мистецтв
3. Псковський історико-художній та архітектурний музей-заповідник
4. Севастопольський художній музей
5. Державний музей мистецтв Республіки Узбекистан
6. Саратовський державній художній музей ім. А. Н. Радищєва
7. Музей образотворчих мистецтв Республіки Карелія
8. Нижньо-Новгородський державній художній музей
9. Державний музей українського образотворчого мистецтва
10. Зібрання (колекція) образотворчого мистецтва Градобанку
11. Ростовський обласний музей образотворчих мистецтв
12. Бердянський художній музей ім. І. І. Бродського
13. Новосибірський державний художній музей
14. Дніпропетровський державний музей російського та українського мистецтва
15. Російський державний музей
16. Сумський художній музей
17. Харківський художній музей
18. Пензенська картинна галерея ім. К. А. Савицького
19. Краснодарський крайовий художній музей імені Ф. Я. Коваленка
20. Державний музей образотворчих мистецтв Республіки Татарстан
21. Воронезький обласний художній музей імені І. М. Крамського
22. Рибінський історико-художній музей
23. Горлівський художній музей
24. Миколаївський художній музей ім. В. В. Верещагіна
25. Самарський обласний художній музей
26. Ярославський художній музей
27. Державна художня галерея ім. Т. Г. Шевченко Республіка Казахстан
28. Іркутський обласний художній музей
29. Башкирський державний художній музей ім. М. В. Нестерова
30. Ульяновський обласний художній музей
31. Єкатеринбурзький музей образотворчих мистецтв
32. Тверська картинна галерея
33. Національний художній музей Білорусі
34. Тюменська обласна картинна галерея
35. Державний художній музей Республіки Молдова
36. Державний музей образотворчого мистецтва Республіки Кіргизія
37. Челябінський державний музей образотворчих мистецтв
38. Калузький музей образотворчих мистецтв